# Marcos Ariel
Marcos Ariel (Rio de Janeiro, ) é um pianista, tecladista, arranjador e compositor brasileiro. Mistura jazz, samba, choro e valsa em suas músicas.
Seu primeiro disco, Bambu, de 1981, recebeu o Prêmio Chiquinha Gonzaga de 1983, e foi lançado em outros países. Participou do Free Jazz Festival em São Paulo em 1986 e, no ano seguinte, no Rio de Janeiro.
No final dos anos 80, quando seu disco Terra do Índio teve grande êxito nos Estados Unidos, Ariel passou a se dedicar à carreira internacional, apresentando-se com frequência no exterior.
Assinou contrato em 1990 com a gravadora norte-americana Nova Records, que lançou os CDs Rhapsody in Rio (com o saxofonista Justo Almário) e Hand Dance, ambos lançados nos Estados Unidos, Europa e Japão.
Em 1999 gravou My Only Passion pela PRC. No Brasil, foi lançada em 1999 a coletânea Marcos, incluindo as faixas Trem das Sete, Calma, Quatro Cantos, Baía de Guanabara, Terra de Índio e outras.